# Percy Wenrich
Percy Wenrich était un compositeur américain de ragtime, puis de vaudevilles quand il s'installa à New York. Né le 23 janvier 1880, il passa les premières années de sa vie à Joplin dans le Missouri, qui fut le berceau originel du ragtime classique. Il est l'auteur de "rags" célèbres comme "Ashy Africa" (1903), "The Smiler" (1907), "Persian Lamb Rag" (1908), "Crab Apples" (1908), ou encore "Ragtime Chimes" (1911). Wenrich composa énormément de morceaux, dont beaucoup de musique pour chansons. Il décéda le 17 mars 1952 à New York.

## Compositions
Percy Wenrich composa plus de 250 pièces dans sa carrière musicale, avec une majorité de vaudevilles. Ci-dessous, les couvertures de partition de six de ses rags.

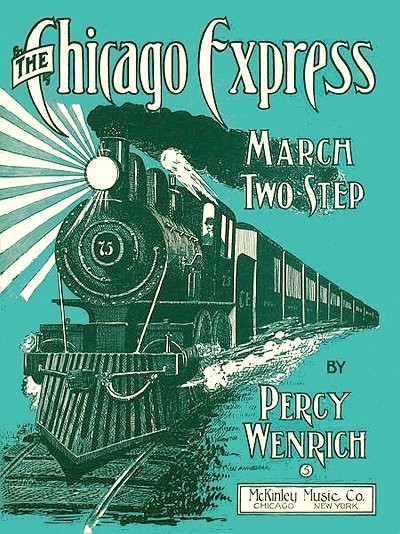
The Chicago Express, 1905
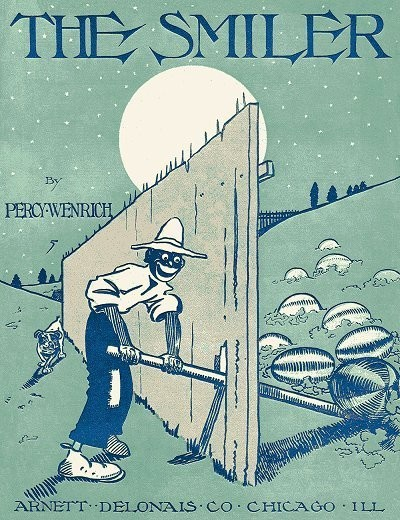
The Smiler, 1907
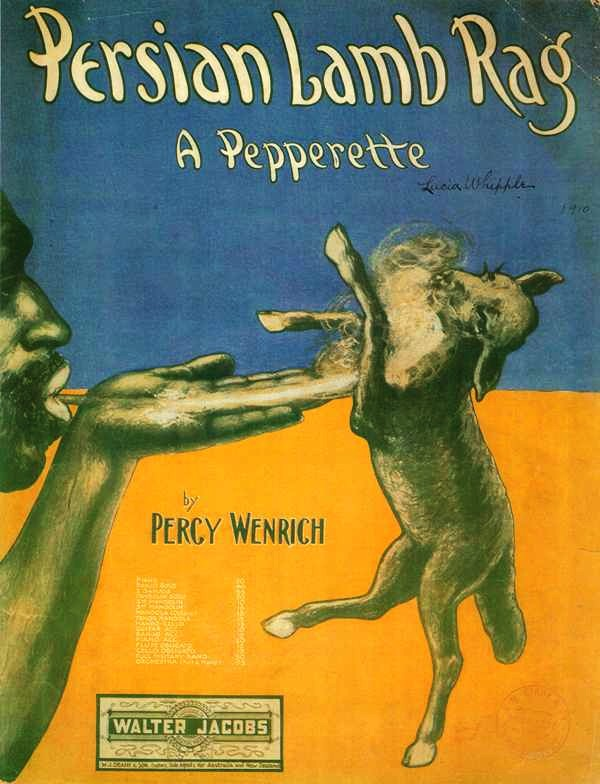
Persian Lamb Rag, 1908
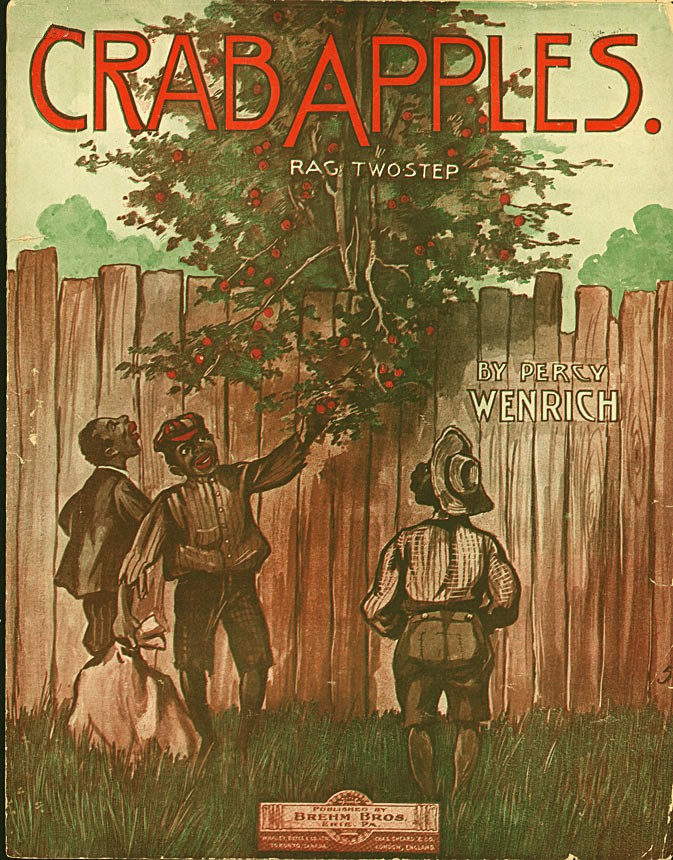
Crab Apples, 1908
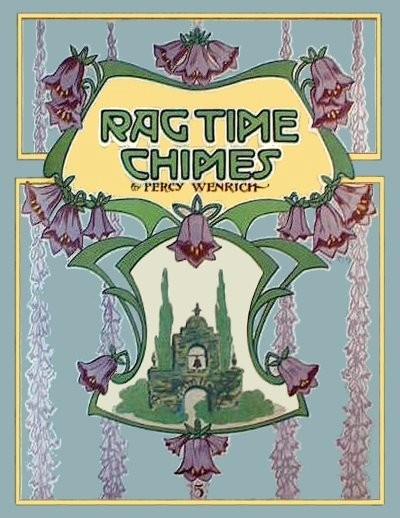
Ragtime Chimes, 1911